# Maestro di San Martino
Il Maestro di San Martino, forse Ugolino di Tedice (XIII secolo), è stato un pittore anonimo forse italiano, attivo a Pisa dalla metà del XIII secolo.

## Identità
Fu Roberto Longhi che, a partire dalla Madonna di San Martino nel Museo nazionale di San Matteo a Pisa (già nella chiesa di San Martino) ricostruì un corpus di opere attorno a questo artista, da lui giudicato tra i migliori maestri del Duecento. Sempre Longhi ipotizzò che il Maestro di San Martino potesse identificarsi con il Terzo Maestro di Anagni, che a giudizio dello stesso storico è stato il più grande pittore della prima metà del Duecento. Rimasto a lungo anonimo, Luciano Bellosi ha proposto recentemente l'identificazione con Ugolino di Tedice, artista pisano che operò nella seconda metà del Duecento e che fu fratello di Enrico e padre di Ranieri di Ugolino.

## Caratteristiche stilistiche
Mostra un'adesione alla più avanzata arte bizantina dell'epoca (corrente neoellenica), con forti richiami classici. La sua arte si ispira decisamente a quella di Giunta Pisano che fu il più eminente artista pisano intorno alla metà del secolo. Il pittoricismo di Giunta, fatto di finissimi filamenti stesi con la punta del pennello a determinare chiaroscuri degli incarnati (come nel Crocifisso di San Domenico a Bologna o nella croce processionale di San Benedetto) sono tradotti qui nelle cosiddette strigilature luminose, finissime strisce luminose che abbelliscono vestiti e paesaggi e che sugli incarnati diventano tante finissime pagliuzze color oro. Approccio diverso rispetto a Giunta, ma risultante comunque in un sublime pittoricismo.
L'identificazione del Maestro di San Martino con Ugolino di Tedice proposta da Luciano Bellosi si basa sulla somiglianza tra il volto di Gioacchino dormiente nel pannello che raffigura il sogno di Gioacchino nella Madonna di San Martino e il Cristo sofferente sulla croce nel crocifisso del Museo dell'Hermitage di San Pietroburgo. I due volti hanno fisionomia simile e una sorta di unghiata sulla guancia che scende dall'occhio. Anche la veste di Giovanni dolente nella croce ha strisce luminose riconducibili alle strigilature luminose della tavola pisana.
Il Maestro di San Martino non ebbe la fortuna che ebbe invece il contemporaneo Cimabue. Entrambi ebbero Giunta Pisano come principio ispiratore e cercarono di sviluppare il suo pittoricismo, ma con approcci diversi e risultati di portata decisamente differenti. Il primo non seppe discostarsi dai canoni bizantini e produsse volti e panneggi che rimasero poco innovativi a parte le summenzionate strigilature luminose. Solo Cimabue ricevette commissioni fuori dal territorio pisano e soprattutto commissioni di prestigio. Solo Cimabue dette luogo ad una scuola da cui scaturirono pittori come Giotto e Duccio di Buoninsegna.

## Lista delle opere
- Madonna di San Martino, dalla Chiesa di San Martino di Pisa, Museo Nazionale di San Matteo, Pisa
- Sant'Anna in trono con Maria bambina e due angeli, provenienza ignota, Museo Nazionale di San Matteo, Pisa
- Piccola tavola con la Madonna col Bambino, provenienza ignota, Museo Nazionale di San Matteo, Pisa
- Piccola tavola col Cristo Benedicente, provenienza ignota, Museo Nazionale di San Matteo, Pisa
- Madonna col Bambino, chiesa di San Biagio in Cisanello, Pisa
- Croce dipinta, provenienza ignota, Museo dell'Hermitage, San Pietroburgo

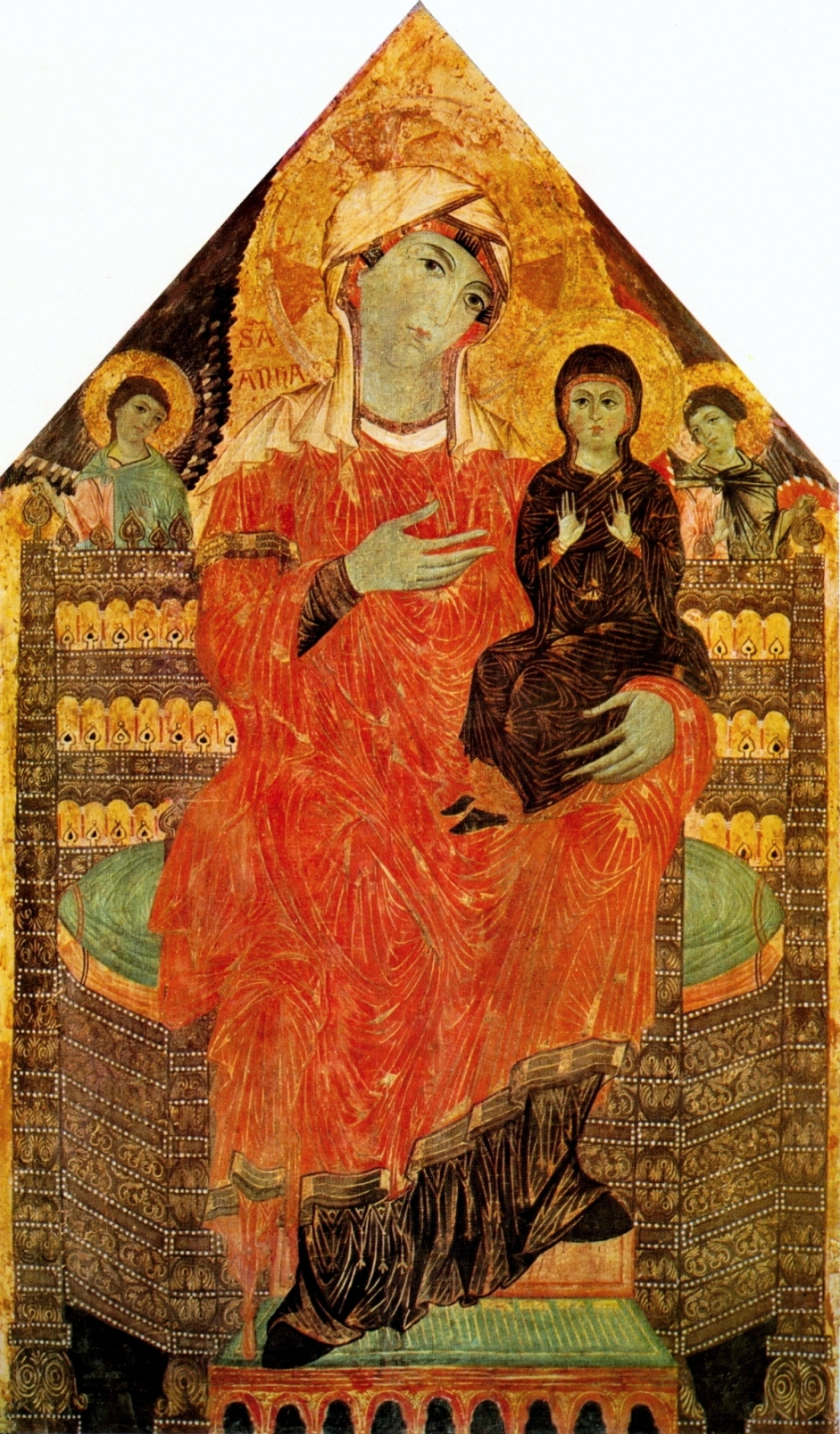
Sant'Anna in trono con Maria bambina e due angeli, provenienza ignota, Museo Nazionale di San Matteo, Pisa
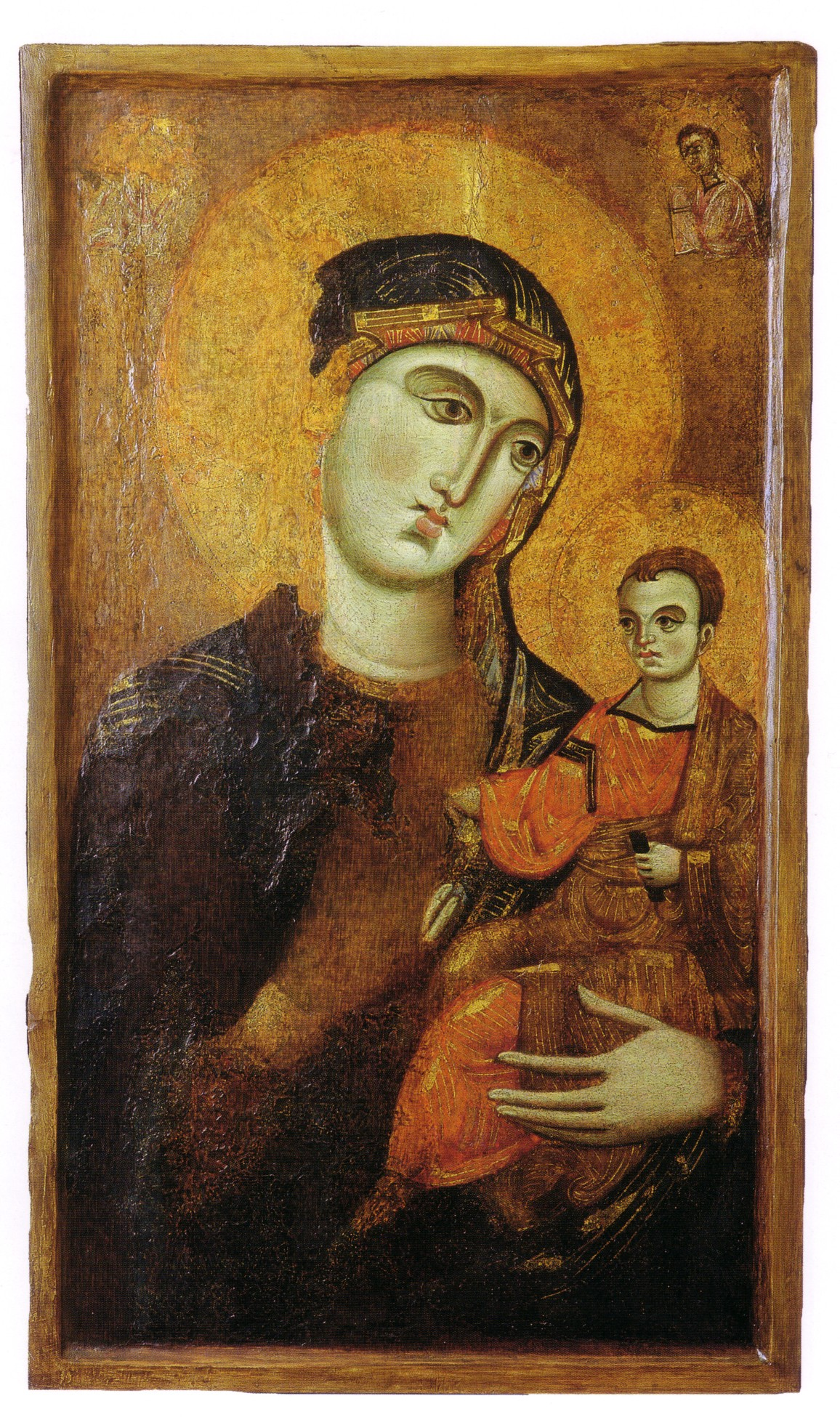
Madonna col Bambino, provenienza ignota, Museo Nazionale di San Matteo, Pisa
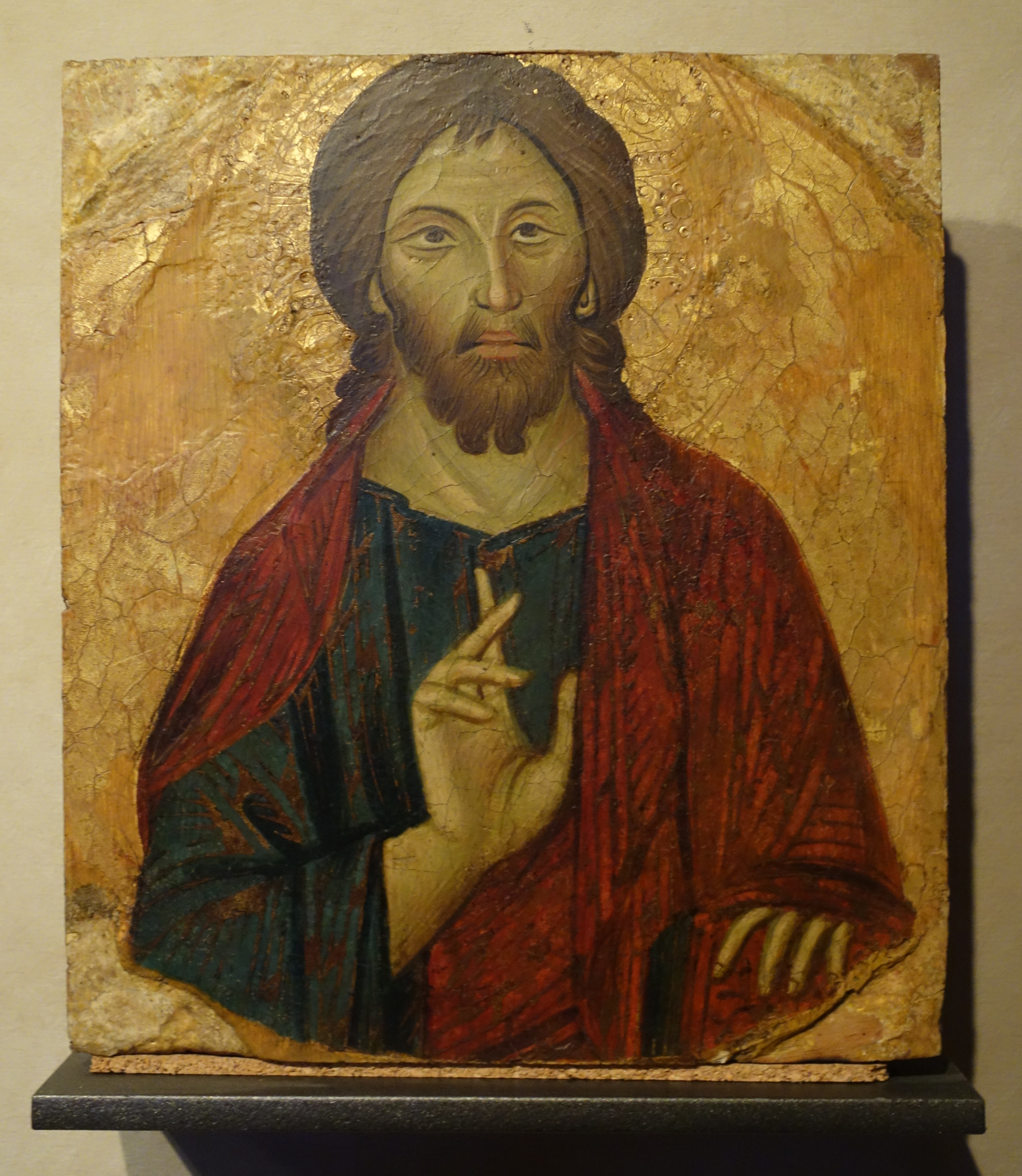
Cristo Benedicente, provenienza ignota, Museo Nazionale di San Matteo, Pisa
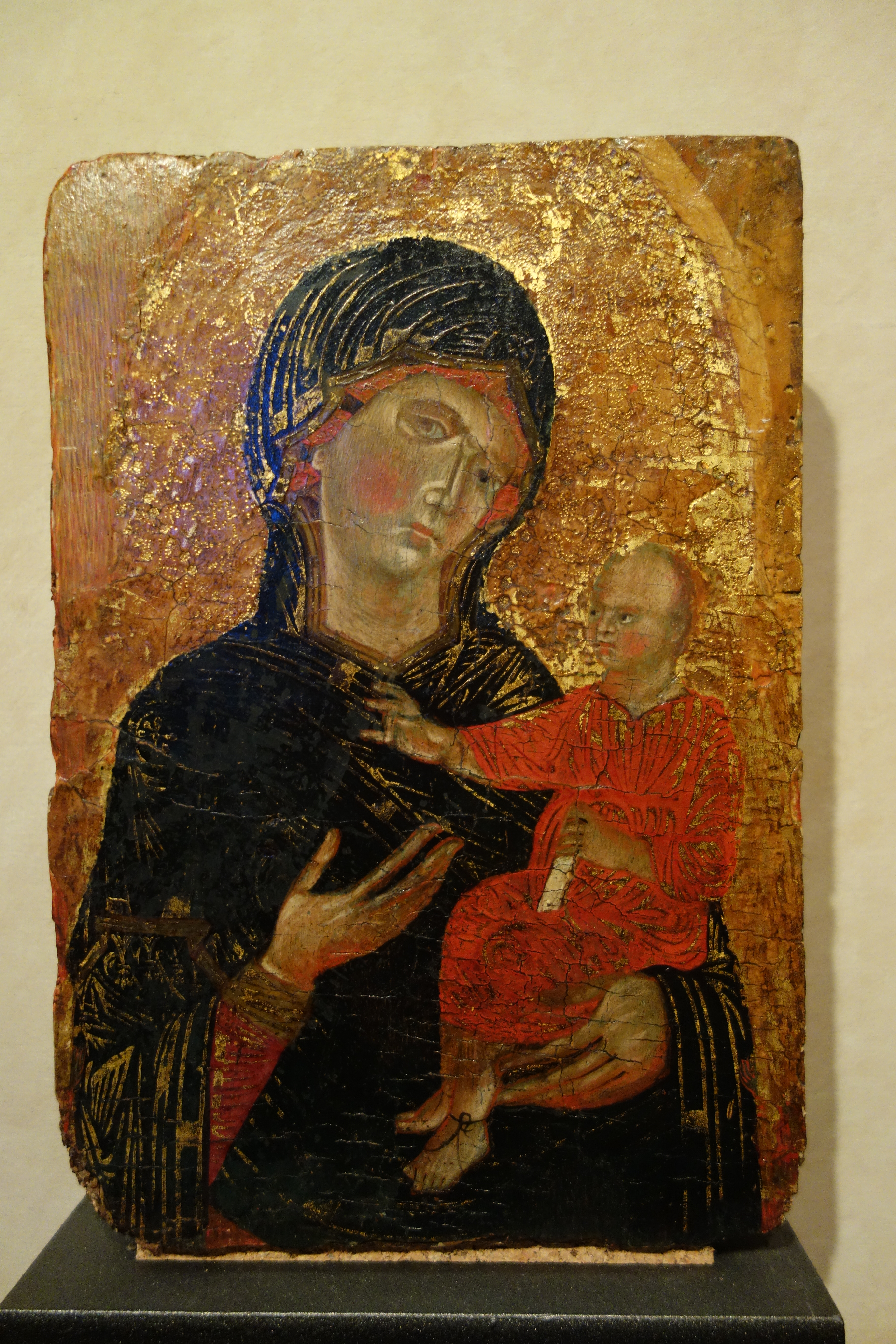
Madonna col Bambino, chiesa di San Biagio in Cisanello, Pisa
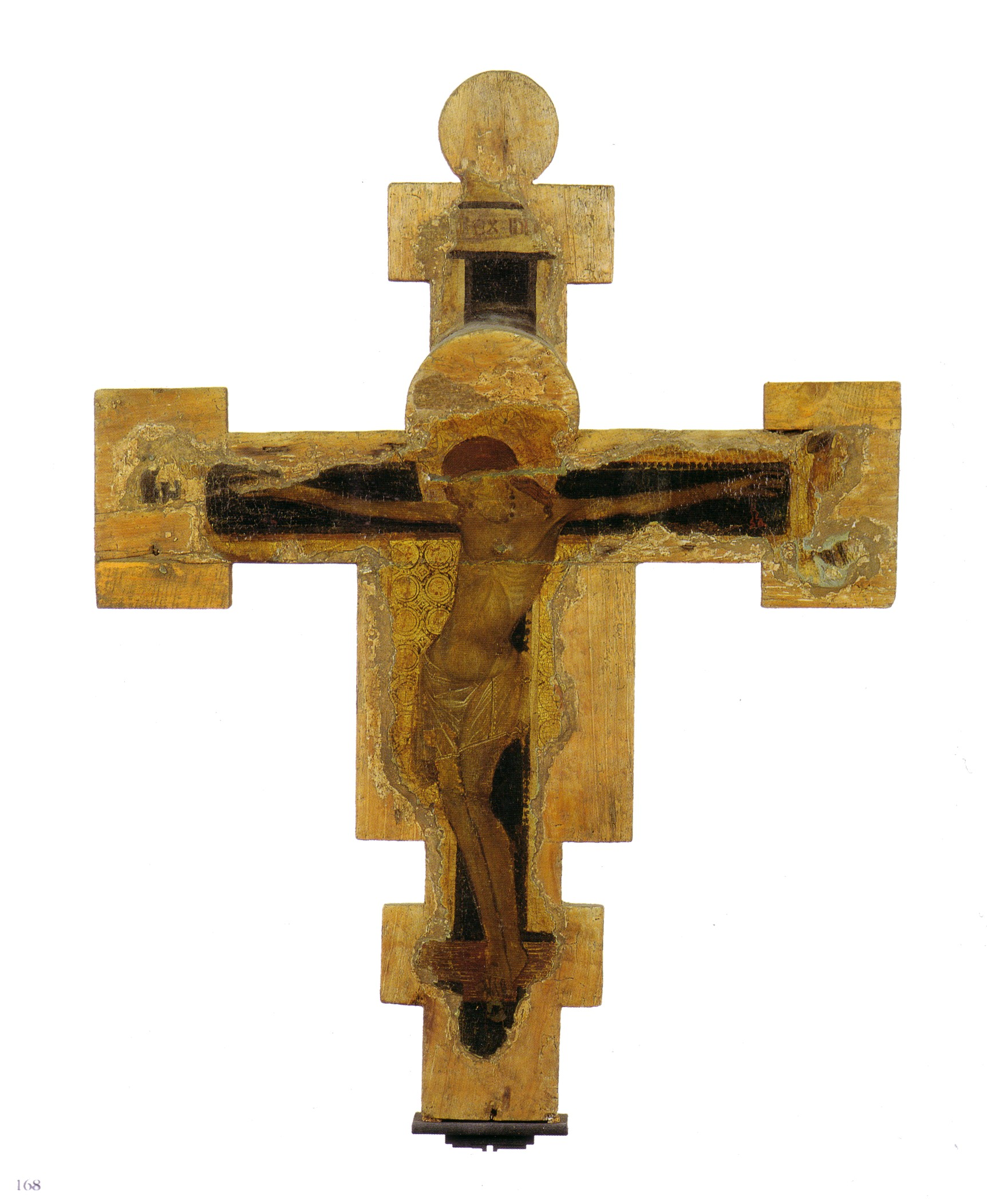
Croce dipinta, provenienza ignota, Museo dell'Hermitage, San Pietroburgo